# Edith Gufler
Edith Gufler (n. 6 august 1962, Merano, Trentino-Tirolul de Sud, Italia) este o trăgătoare de tir ce a reprezentat Italia, medaliată olimpică. A participat la o ediție a Jocurilor Olimpice (1984) în care a câștigat o medalie de argint.

## Participări
Lista de mai jos prezintă principalele competiții la care a participat Edith Gufler de-a lungul carierei.
- shooting at the 1984 Summer Olympics – women's 10 metre air rifle[*]